# Розенштраух, Леонид Семёнович
Леони́д Семёнович Розенштра́ух (8 декабря 1918, Одесса — 7 декабря 2016, США) — советский, российский и американский учёный-медик, рентгенолог. Доктор медицинских наук (1959), профессор (1961), заслуженный деятель науки РСФСР (1976).

## Биография
Родился в Одессе, где его отец Симха Иосифович (Семён Осипович) Розенштраух (1872, Бричаны — 1941, погиб в гетто) в 1898—1921 годах владел крупной типографией (Центральная типография С. О. Розенштрауха и Н. Л. Лемберга по улице Херсонской, 21; после 1915 года — ул. Кондратенко, 14). Родители происходили из местечка Бричаны Бессарабской губернии и в 1921 году вернулись в аннексированную Румынией Бессарабию. Мать, Цецилия Александровна Розенштраух (1875, Бричаны — 1966, Варшава), в 1930-е годы была председателем международной женской сионистской организации ВИЦО в Кишинёве.
В 1942 году окончил Второй московский медицинский институт и был призван в армию. Служил в действующей армии хирургом, командиром медицинской роты 138-го отдельного медико-санитарного батальона 135-й стрелковой дивизии, затем главным рентгенологом 59-й армии; майор медицинской службы. В ноябре 1943 года попал в окружение и 12 ноября того же года был объявлен пропавшим без вести. Награждён орденом Красной Звезды (1944), медалями.
В 1946—1948 годах работал рентгенологом в туберкулёзном санатории в Московской области. В 1951 году окончил аспирантуру и защитил кандидатскую диссертацию на кафедре рентгенологии Центрального института усовершенствования врачей под руководством профессора С. А. Рейнберга; работал ассистентом кафедры. С 1957 до 1962 года занимал должность доцента кафедры. Докторскую диссертацию по теме «Бронхиальное дерево при раке лёгкого» защитил в 1959 году. В 1961 году получил звание профессора.
В 1962—1977 годах — заведующий рентгенодиагностическим отделением в Московском научно-исследовательском институте рентгенорадиологии, старший научный сотрудник. В 1977—1996 годах — заведующий кафедрой лучевой диагностики Центрального института усовершенствования врачей. В 1964—1994 годах — председатель Московского общества рентгенологов и радиологов. В 1976 году Л. С. Розенштраух получил звание Заслуженного деятеля науки РСФСР.
Был избран действительным членом Германской академии естествоиспытателей (Леопольдины), почётным членом Чехословацкого медицинского общества имени Пуркинье, обществ рентгенологов и радиологов Венгрии, Югославии, Словакии, награждён международной медалью имени Рентгена «За заслуги».
С 1996 года жил в США.
Жена — Надежда Аркадьевна Краскина, заведующая лабораторией в Институте иммунологии и микробиологии Минздрава РСФСР.

## Научная деятельность
Основные научные труды посвящены вопросам рентгенодиагностики заболеваний органов грудной клетки и желудочно-кишечного тракта. В 1963 году совместно с Л. Е. Пономарёвым разработал пневмосубмандибулографию (метод рентгенологического исследования подчелюстной слюнной железы).
Совместно с Л. А. Эндером разработал новый способ медиастинографии — парастернальный доступ (способ) Розенштрауха—Эндера, — метод введения газа в средостение при прицельной медиастинографии посредством пункции межрёберного промежутка с направлением иглы за грудину.
Известен также описанный Л. С. Розенштраухом рентгенологический симптом для диагностики бронхогенных кист — так называемый «симптом Розенштрауха»: оседание известковых масс на дне кисты образует на рентгенограммах затемнение в форме полумесяца.
Также Л. С. Розенштраухом разработан способ рентгенологического исследования тонкого кишечника с помощью фракционного (порционного) приёма внутрь охлаждённой бариевой взвеси («методика Розенштрауха»).
Фундаментальным для советской рентгенологии стало двухтомное руководство «Дифференциальная рентгенодиагностика заболеваний органов дыхания и средостения», написанное Л. С. Розенштраухом в соавторстве с М. Г. Виннером.
Л. С. Розенштраух был научным редактором переводного международного двухтомного руководства по рентгенологии и радиологии от института NICER. Под его руководством также была создана унифицированная программа последипломного обучения врачей по специальности «рентгенология».

## Монографии
- Бронхография. М.: Медгиз, 1958.
- Клиническая рентгенодиагностика парагонимоза. М.: Медгиз, 1963.
- Рентгенодиагностика доброкачественных опухолей лёгких. М: Медицина., 1968,
- Доброкачественные опухоли лёгких: клинико-рентгенологическое исследование. М.: Медицина, 1968.
- Рентгенодиагностика плевритов (с М. Г. Виннером). М.: Медицина, 1968.
- Рентгенодиагностика опухолей средостения. М.: Медицина, 1970.
- Париетография пищевода, желудка и кишечника. М.: Медицина, 1973.
- Рентгеновы лучи в медицине. М.: Знание, 1973.
- Рентгенодиагностика заболеваний органов дыхания. М. Медицина, 1978 и 1987.
- Рентгенодиагностика заболеваний тонкой кишки (лекция). М.: ЦОЛИУВ, 1981.
- Клиническая рентгенорадиология, том 2: Рентгенодиагностика заболеваний органов пищеварения (с Л. Д. Линденбратеном и А. Н. Кишковским). М.: Медицина, 1983.
- Клиническая рентгенодиагностика заболеваний кишечника (с Х. М. Салитой). Кишинёв: Штиинца, 1985.
- Невидимое стало зримым: Успехи и проблемы лучевой диагностики. М.: Знание, 1987.
- Дифференциальная рентгенодиагностика заболеваний лёгких и средостения (с М. Г. Виннером). В двух томах. М.: Медицина, 1991.